# Euphorbia parviceps
Euphorbia parviceps es una especie fanerógama perteneciente a la familia de las euforbiáceas. Es endémica de Angola.

## Descripción
Es un árbol suculento, espinoso que alcanza un tamaño de ± 15 m de altura, con un robusto tronco cilíndrico  desnudo con ±  30 cm de diámetro. Las plántulas inicialmente triangulados, convirtiéndose pronto en tetrangulados.

## Ecología
Se encuentra en las laderas empinadas cerca de los ríos; en escarpes rocosos. Siendo su  hábito y la estatura muy variable.
Es una especie rara en las colecciones, pero no presenta problemas culturales inusuales.
Está muy cercana a Euphorbia candelabrum.

## Taxonomía
Euphorbia parviceps fue descrita por Leslie Charles Leach y publicado en Garcia de Orta, Série de Botânica 2: 42. 1974.
Etimología
Euphorbia: nombre genérico que deriva del médico griego del rey Juba II de Mauritania (52 a 50 a. C. - 23), Euphorbus, en su honor – o en alusión a su gran vientre –  ya que usaba médicamente Euphorbia resinifera. En 1753 Carlos Linneo asignó el nombre a todo el género.
parviceps: epíteto